# Municipio de Charter Oak
El municipio de Charter Oak (en inglés: Charter Oak Township) es un municipio ubicado en el condado de Crawford en el estado estadounidense de Iowa. En el año 2010 tenía una población de 704 habitantes y una densidad poblacional de 7,6 personas por km².

## Geografía
El municipio de Charter Oak se encuentra ubicado en las coordenadas 42°5′15″N 95°36′19″O / 42.08750, -95.60528. Según la Oficina del Censo de los Estados Unidos, el municipio tiene una superficie total de 92.65 km², de la cual 92,43 km² corresponden a tierra firme y (0,24 %) 0,23 km² es agua.

## Demografía
Según el censo de 2010, había 704 personas residiendo en el municipio de Charter Oak. La densidad de población era de 7,6 hab./km². De los 704 habitantes, el municipio de Charter Oak estaba compuesto por el 96,59 % blancos, el 0,43 % eran afroamericanos, el 0,14 % eran amerindios, el 1,14 % eran asiáticos, el 0,71 % eran de otras razas y el 0,99 % eran de una mezcla de razas. Del total de la población el 5,11 % eran hispanos o latinos de cualquier raza.